# Safford
Safford – miasto w Stanach Zjednoczonych, w stanie Arizona, stolica hrabstwa Graham.

## Demografia
W 2008 liczyło 8762 mieszkańców. W 2023 liczba mieszkańców wzrosła do 10 270 osób, a gęstość zaludnienia do 498,5 osoby/km².

## Sport
Z Safford pochodzi Justin Gaethje, amerykański zawodnik mieszanych sztuk walki (MMA).